# Dicranum deflexicaulon
Dicranum deflexicaulon är en bladmossart som beskrevs av C. Müller 1874. Dicranum deflexicaulon ingår i släktet kvastmossor, och familjen Dicranaceae. Inga underarter finns listade i Catalogue of Life.